# Újrónafő
Újrónafő es un pueblo húngaro perteneciente al condado de Győr-Moson-Sopron, distrito de Mosonmagyaróvár.

## Superficie
Cuenta con una superficie de 48,64 kilómetros cuadrados.

## Demografía
Hasta 2023 la población era de 847 habitantes, con una densidad de población de 17,41 habitantes por kilómetro cuadrado.
| Gráfica de evolución demográfica de Újrónafő entre 2018 y 2023 |
|                                                                |
| Datos según la Oficina Central de Estadística de Hungría.      |